# Chuyến bay 61 của All Nippon Airways
Vào ngày 23 tháng 7 năm 1999, một chiếc Boeing 747-481D của All Nippon Airways với 503 hành khách trên Chuyến bay 61, bao gồm 14 trẻ em và 14 thành viên phi hành đoàn, đã cất cánh từ Sân bay Tokyo Haneda ở Ōta, Tokyo, Nhật Bản và đang trên đường đến Sân bay New Chitose ở Chitose, Nhật Bản, gần Sapporo khi nó bị Yūji Nishizawa cướp.

## Sự cố
Khoảng 25 phút sau khi cất cánh lúc 11:48 sáng. JST, Nishizawa đã sử dụng một con dao làm bếp dài 20 cm (7,9 in)  để buộc một tiếp viên hàng không cho phép anh ta vào buồng lái. Sau đó, anh ta buộc cơ phó 34 tuổi Kazuyuki Koga ra ngoài, còn lại trong buồng lái với cơ trưởng 51 tuổi Naoyuki Nagashima, người đã cố gắng thông báo cho Kiểm soát không lưu (ATC) về vụ không tặc. Nishizawa đã đâm vào ngực Nagashima và giành quyền điều khiển máy bay, tại một thời điểm hạ độ cao xuống 300 mét (980 ft).
Lúc 12:09 chiều JST, các thành viên phi hành đoàn đã khống chế được Nishizawa. Cơ phó Koga quay trở lại buồng lái và thông báo cho kiểm soát viên không lưu, "Đây là trường hợp khẩn cấp. Cơ trưởng đã bị giết. Hãy chuẩn bị xe cứu thương." Máy bay hạ cánh khẩn cấp tại sân bay Haneda lúc 12:14 chiều, và Nishizawa bị bắt ngay lập tức. Một bác sĩ đã xác nhận cái chết của Nagashima, ở Yokohama, ngay sau khi máy bay hạ cánh. Nishizawa bị buộc tội giết người.

## Khai thác lỗ hổng bảo mật
Nishizawa đã tuồn con dao lên máy bay bằng cách khai thác nhiều lỗ hổng bảo mật tại Haneda. Anh ta đã phát hiện ra rằng có thể vào cổng khởi hành từ khu vực nhận hành lý mà không cần qua kiểm tra an ninh. Lần đầu tiên y làm thủ tục cho chuyến bay khứ hồi của JAL từ Tokyo đến Osaka với con dao trong hành lý ký gửi đồng thời làm thủ tục cho Chuyến bay 61; khi trở về Tokyo, y lấy hành lý của mình (cùng với con dao) từ chuyến bay Osaka, và mang theo con dao (và chiếc túi) trên Chuyến bay 61 dưới dạng hành lý xách tay.
Ban đầu anh ta dự định thực hiện vụ cướp một ngày trước đó, vào ngày 22 tháng 7. Anh ta đã nói với cha mẹ và bác sĩ tâm thần rằng anh ta đang đi du lịch một mình đến Hokkaido, nhưng cha mẹ anh ta đã phát hiện ra những chiếc túi của anh ta có chứa nhiều vé máy bay và con dao, khiến anh ta phải trì hoãn kế hoạch của mình trong một ngày. Nishizawa đã đặt vé trên nhiều chuyến bay khởi hành: ngoài Chuyến bay 61 đến New Chitose, anh còn có vé cho Chuyến bay 083 của ANA đến Naha khởi hành sớm hơn Chuyến bay 61 10 phút và Chuyến bay 851 đến Hakodate.

## Hậu quả
Nishizawa, sinh ngày 8 tháng 9 năm 1970, ở Tokyo, vào thời điểm đó, là một người đàn ông thất nghiệp 28 tuổi đến từ phường Edogawa ở Tokyo. Trong quá trình điều tra, người ta tiết lộ rằng Nishizawa đã uống một lượng lớn thuốc SSRI (thuốc chống trầm cảm) trước vụ án. Nishizawa được cho là một người đam mê các chuyến bay mô phỏng. Anh ta nói rằng anh ta cướp máy bay vì anh ta muốn lái nó dưới Cầu Rainbow ở Tokyo. Anh ta cũng được phát hiện mắc hội chứng Asperger trong một cuộc kiểm tra do luật sư bào chữa của anh ta ủy quyền. Vào ngày 23 tháng 3 năm 2005, anh ta bị kết tội nhưng do cấu hiệu của việc không điều khiến được hành vi bant thân nên y chỉ phải chịu trách nhiệm một phần về hành động của mình. Vài ngày sau, thẩm phán Hisaharu Yasui tuyên án tù chung thân cho Nishizawa.
Do các vấn đề về tội phạm tâm thần, các phương tiện truyền thông đại chúng ban đầu đã không tiết lộ tên của Nishizawa khi đưa tin về vụ án. Tuy nhiên, vào ngày 27 tháng 7, tờ Sankei Shimbun đã công bố tên và ảnh của anh ta, với tuyên bố rằng vụ việc là một "tội ác nghiêm trọng". Sau vụ án này, thông lệ công bố tên của những kẻ tình nghi trong những trường hợp tương tự đã gia tăng trên các báo lá cải và tuần san của Nhật Bản, sau đó là các tờ báo và hãng thông tấn quốc gia.
Gia đình của Nagashima đã kiện All Nippon Airways, chính phủ Nhật Bản và gia đình của Nishizawa về cái chết của Nagashima, cáo buộc rằng an ninh kém tại sân bay và trên máy bay đã dẫn đến vụ việc. Một thỏa thuận với các điều khoản không được tiết lộ đã đạt được vào ngày 21 tháng 12 năm 2007.
Số hiệu chuyến bay hiện vẫn được sử dụng và trên cùng một tuyến đường, nhưng do một chiếc Boeing 787-8 đảm nhiệm.
Chiếc máy bay được sử dụng bởi All Nippon Airways cho đến năm 2014.